# Леонтєво (Варнавинський район)
Леонтєво (рос. Леонтьево) — присілок в Варнавинському районі Нижньогородської області Російської Федерації.
Населення становить 119 осіб. Входить до складу муніципального утворення Богородська сільрада.

## Історія
Від 2009 року входить до складу муніципального утворення Богородська сільрада.

## Населення
| 1999 | 2002 | 2010 |
| ---- | ---- | ---- |
| 143  | ↘119 | →119 |